# نخستین صعود
نخستین صعود، (به انگلیسی: First Ascent)، در کوهنوردی به نخستین بار رسیدن موفق و مستند به یک قله گفته می‌شود.
نخستین صعود، از این جهت قابل توجه‌است که مستلزم کاوش و چالش‌های بیشتر است و ریسک بیشتری نسبت به مسیری در بر دارد که قبلاً صعود شده‌است.